# Pionierregiment 100
Das Pionierregiment 100 (bis 2007 Pionierbrigade 100) war das einzige Regiment der Pioniertruppe im deutschen Feldheer und unterstand direkt der 1. Panzerdivision. Es war ein Verband der Eingreifkräfte und ging 2008 aus der Pionierbrigade 100 hervor. Das Regiment war in der Herzog-von-Braunschweig-Kaserne in der ostwestfälischen Stadt Minden in Nordrhein-Westfalen stationiert. Mit der Stationierungsentscheidung vom Oktober 2010 wurde das Regiment am 8. April 2015 verabschiedet. Die beiden Pionierbataillone wurden der Panzerbrigade 21 und der Panzerlehrbrigade 9 unterstellt und gehören zur 1. Panzerdivision.

## Geschichte

Verbandsabzeichen der Pionierbrigade 100

Das Regiment wurde am 1. April 2002 als Pionierbrigade 100 aufgestellt und war dem  Heerestruppenkommando unterstellt. Der Brigade unterstanden:
- Stab & Stabskompanie PiBrig 100, Minden

Aktive Verbände:
- schweres Pionierbataillon 12, Volkach (Mainfranken-Kaserne)
  - 1. / Stabs- und Versorgungskompanie
  - 2. / Pioniermaschinenkompanie
  - 3. / Pioniermaschinenkompanie
  - 4. / Schwimmbrückenkompanie
  - 5. / Schwimmbrückenkompanie
  - 5. Kompanie (Pioniermaschinenkompanie) des sPiBtl 861 (na)
- schweres Pionierbataillon 130, Minden
  - 1. / Stabs- und Versorgungskompanie
  - 2. / Pioniermaschinenkompanie
  - 3. / Pioniermaschinenkompanie
  - 4. / Schwimmbrückenkompanie Amphibie
  - 5. / Schwimmbrückenkompanie
  - 5. Kompanie (Pioniermaschinenkompanie) des sPiBtl 160 (na)
- Pionierbataillon 140, Emmerich am Rhein
  - 1. / Stabs- und Versorgungskompanie
  - 2. / Pionierkompanie
  - 3. / Pionierkompanie
  - 4. / Pioniermaschinenkompanie
  - 5. / Pioniermaschinenkompanie
- Pionierbataillon 701, Gera
  - 1. / Stabs- und Versorgungskompanie
  - 2. / Pionierkompanie
  - 3. / Pionierkompanie
  - 4. / Pioniermaschinenkompanie
  - 5. / Pioniermaschinenkompanie
  - 6. / Feldersatzkompanie (na)
  - 7. / Ausbildungskompanie
  - 2. Kompanie (Pioniermaschinenkompanie) des PiBtl 722 (na)

Nichtaktive Verbände:
- Pionierbataillon 160
- Pionierbataillon 722
- Pionierbataillon 810 (ta)

(Unterstellungswechsel nach Auflösung der Pionierlehrbrigade 60)
- schweres Pionierbataillon 861

Ein erster Einsatz war die Hochwasserbekämpfung an der Elbe im August 2002. Die Pionierbrigade 100 stellte regelmäßig Kräfte für ISAF und KFOR. 2005 und 2006 bildeten Ausbilder der Brigade in Abu Dhabi irakische Pioniere aus. 2005/2006 begann die Brigade den Bau des Feldlagers Camp Marmal in Masar-e Scharif. Als Leitverband führte die Brigade 2006/2007 die deutschen Einsatzkräfte des Deutschen Einsatzkontingents EUFOR in Bosnien und Herzegowina.
Zum 1. Januar 2008 wurde die Pionierbrigade 100 in das Pionierregiment 100 umgegliedert und dazu bereits am 1. Juli 2007 zur 1. Panzerdivision überstellt. In diesem Zusammenhang ist Mitte 2008 auch das Pionierbataillon 140 in Emmerich am Rhein aufgelöst worden, womit das Regiment seine Zielstruktur (s. u.) eingenommen hat.
Im Jahr 2011 war das Pionierregiment 100 mit rund der Hälfte seiner Soldaten im Auslandseinsatz bei ISAF und KFOR vertreten.
Im Zuge der Neuausrichtung der Bundeswehr (Heer 2011) wurde das Pionierregiment zum Stichtag 31. Dezember 2015 feierlich aufgelöst. Die zuletzt unterstellten Pionierverbände wurden der Panzerbrigade 21 (Panzerpionierbataillon 1) und Panzerlehrbrigade 9 (Pionierbataillon 130) mit Wirkung zum 1. Juli 2015 unterstellt.

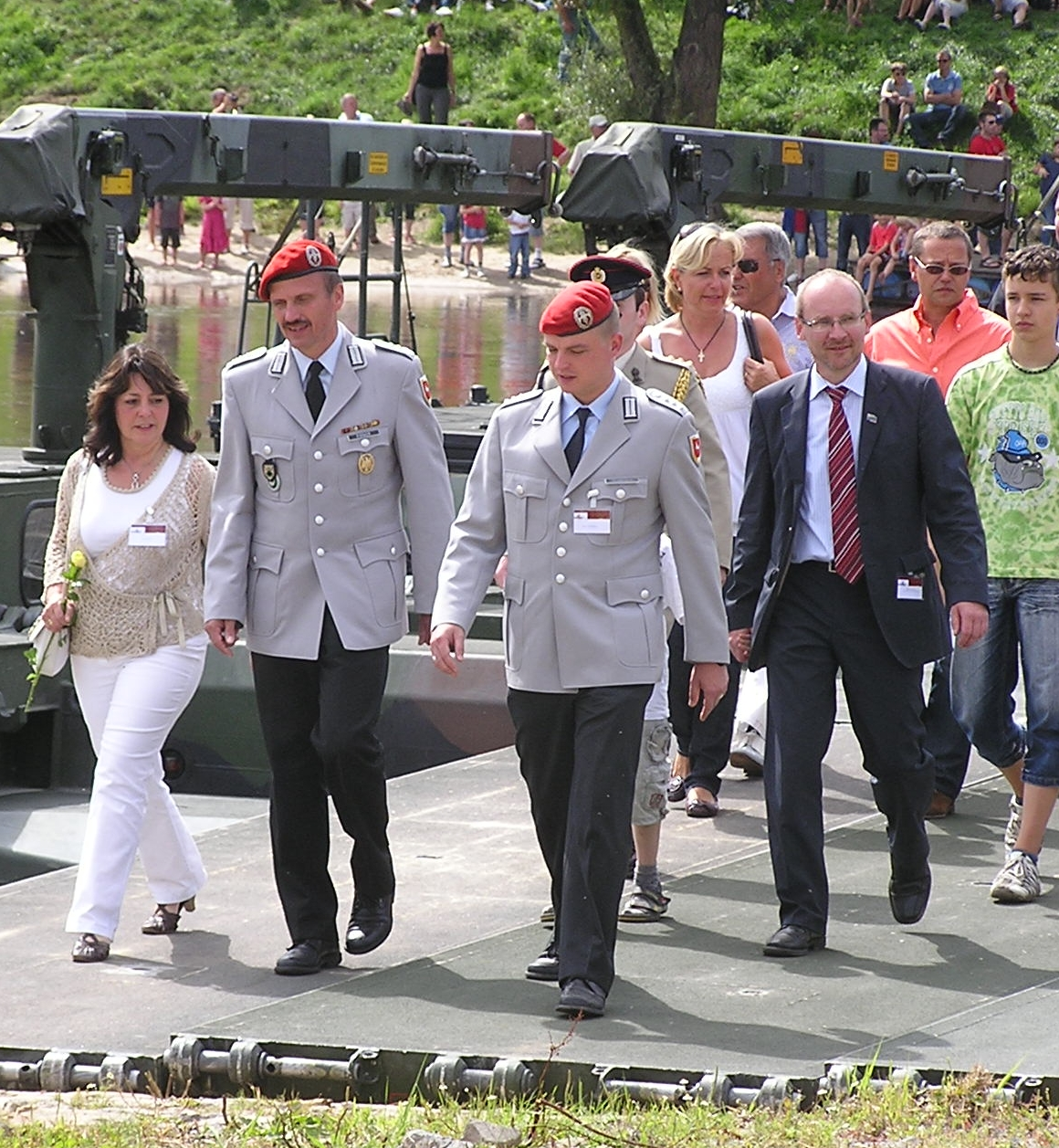
Angehörige des Regiments, u. a. der Kommandeur Oberst Wolfgang Pirner (links), und Ehrengäste, u. a. der Bürgermeister Mindens Michael Buhre (rechts), überschreiten anlässlich des Jubiläums der Schlacht bei Minden auf einer pioniermäßig errichteten Brücke die Weser

## Gliederung
Zuletzt bestand das Regiment aus folgenden Truppenteilen:
- Pionierregiment 100 (Minden)
  - Stab & Stabskompanie PiRgt 100
  -  Panzerpionierbataillon 1 in Holzminden
    - 1. / Stabs- und Versorgungskompanie
    - 2. / Panzerpionierkompanie
    - 3. / Pionierkompanie
    - 4. / Panzerpionierkompanie
    - 5. / Pioniermaschinenkompanie
    - 6. / Einsatz- und Unterstützungskompanie (Auflösung IV. Quartal 2012)

  -  schweres Pionierbataillon 130 in Minden
    - 1. / Stabs- und Versorgungskompanie
    - 2. / Schwimmbrückenkompanie Amphibie
    - 3. / Schwimmbrückenkompanie
    - 4. / Pioniermaschinenkompanie
    - 5. / Pioniermaschinenkompanie
    - 6. / Einsatz- und Unterstützungskompanie (Auflösung IV. Quartal 2012)

## Verbandsabzeichen
Das interne Verbandsabzeichen zeigt zwei gekreuzte blaue Bänder im silbernen (weißen) Feld. Dieses symbolisiert das Wasserstraßenkreuz Minden. Die Brücke über dem Eichenlaub ist Teil des Barettabzeichens der Pioniertruppe. Das Niedersachsenross symbolisiert die Zugehörigkeit zur 1. Panzerdivision.
Das Verbandsabzeichen (Ärmelabzeichen) der ehemaligen Pionierbrigade 100 zeigte zwei gekreuzte Schwerter auf schwarz-rot-blauem Grund im Wappenschild und glich bis auf die Umrandung dem Verbandsabzeichen des Heerestruppenkommandos. Die gekreuzten Schwerter standen für die Heerestruppenteile. Die Farbe schwarz symbolisierte die Pioniertruppe, rot die Artillerie-, Heeresflugabwehr- und die ABC-Abwehrtruppe. Blau stand für die Logistiktruppe. Damit waren die Waffenfarben der unterstellten Truppen im divisionsäquivalenten Heerestruppenkommando im Wappen abgebildet. Alle dem Heerestruppenkommando ehemals unterstellten Brigaden führten ein bis auf die Umrandung identisches Verbandsabzeichen, das meist in der jeweiligen Waffenfarbe umrandet war. Hier war das für die Pioniertruppe schwarz.